# Chilodes wismariensis
Chilodes wismariensis là một loài bướm đêm trong họ Noctuidae.